# シャニール・エズラ・ブルーメンクランツ
シャニール・エズラ・ブルーメンクランツ（Shanir Ezra Blumenkranz、1975年、ニューヨーク・ブルックリン生まれ）は、アメリカのベーシストにしてウード奏者である。シロ・バプティスタのバンケット・オブ・ザ・スピリッツ (Banquet of the Spirits)、ダニエル・ザミールのサトラ (Satlah)、ラシャニム (Rashanim)、ファラオズ・ドウター (Pharaoh's Daughter)、ジョン・ゾーンといった広い範囲のミュージシャンと一緒にパフォーマンスしたりレコーディングしたりしている。ブルーメンクランツはマンハッタン音楽学校、イスラエルのリモン音楽学校で学び、ボストンのバークリー音楽大学でパフォーマンスを学んで学士号を取得している。2012年、自身がリーダーシップをとったアブラクサス (Abraxas)による最初のアルバム、ジョン・ゾーンの作品をフィーチャーした『Abraxas: Book of Angels Volume 19』をリリースした。

## ディスコグラフィ

### リーダー・アルバム
- Abraxas: Book of Angels Volume 19 (2013年、ツァディク)
- Psychomagia (2014年、ツァディク) ※with Abraxas。ジョン・ゾーン名義
- Gevurah (2019年、ツァディク) ※with Abraxas

### その他の参加アルバム
Aram Bajakian
- Aram Bajakian's Kef (2011年、ツァディク)

Cyro Baptista's Banquet of the Spirits
- Banquet of the Spirits (2008年、ツァディク)
- Infinito (2009年、ツァディク)
- Caym: Book of Angels Volume 17 (2011年、ツァディク)

Christina Courtin
- Christina Courtin (2009年、ノンサッチ)

Eyal Maoz
- Peasant Songs (2002年、Piadrum) - with Lemon Juice Quartet
- Hope and Destruction (2009年、ツァディク)

Ravish Momin's Trio Tarana
- Climbing the Banyan Tree (2005年、Cleanfeed)

ジョン・メイドフ
- Rashanim (2003年、ツァディク)
- Masada Rock (2005年、ツァディク) as Rashanim
- Shalosh (2006年、ツァディク) as Rashanim
- The Gathering (2009年、ツァディク) as Rashanim
- Zion80 (2013年、ツァディク)
- Adramelech: Book of Angels Volume 22 (2014年、ツァディク)

Sean Noonan's Brewed by Noon
- Set the Hammer Free (2010年)

Pharaoh's Daughter
- Haran (2007年、OY)

Pitom
- Blasphemy and Other Serious Crimes (2011年、ツァディク)

Jamie Saft
- A Bag of Shells (2010年、ツァディク)

Basya Schechter
- Queen's Dominion (2004年、ツァディク)
- Songs of Wonder (2011年、ツァディク)

Daniel Zamir's Satlah
- Satlah (2000年、ツァディク)
- Exodus (2001年、ツァディク)
- Children of Israel (2002年、ツァディク)

ジョン・ゾーン
- Voices in the Wilderness (2003年、ツァディク)
- The Unknown Masada (2003年、ツァディク)
- Filmworks XV: Protocols of Zion (2005年、ツァディク)
- Filmworks XVI: Workingman's Death (2005年、ツァディク)
- Filmworks XVII: Notes on Marie Menken/Ray Bandar: A Life with Skulls (2006年、ツァディク)
- Filmworks XVIII: The Treatment (2006年、ツァディク)
- Filmworks XXI: Belle de Nature/The New Rijksmuseum (2008年、ツァディク)
- In Search of the Miraculous (2010年、ツァディク)
- Mount Analogue (2012年、ツァディク)

dálava
- dálava (2014年、dalavamusic.com)